# ديك بيرغرين
ديك بيرغرين (بالإنجليزية: Dick Berggren)‏ هو صحفي ومعلق رياضي أمريكي، ولد في 27 مايو 1942 في ويسترلي في الولايات المتحدة.

## وصلات خارجية
- ديك بيرغرين على موقع IMDb (الإنجليزية)